# Böyük Zirə
Böyük Zirə (früher Nargin) ist eine Insel vor der Küste Aserbaidschans im Kaspischen Meer, ungefähr fünf Kilometer südöstlich der aserbaidschanischen Hauptstadt Baku gelegen.

## Name
Der Name der Insel setzt sich aus dem aserbaidschanischen Wort Böyük (groß) und dem arabischen Wort für Insel, Jazira, zusammen. 
Im Jahr 1719, während der Herrschaft von Peter dem Großen, wurde Böyük Zirə in „Nargen“ umbenannt. Der Name wurde wegen der Ähnlichkeit mit der Insel Nargen im Finnischen Meerbusen gewählt. Wenig später wurde daraus „Nargin“.
Nach der Wiedererlangung der Unabhängigkeit Aserbaidschans erhielt die Insel den früheren Namen wieder zurück.

## Geographie
Die Insel Nargin liegt am Südrand der Bucht von Baku und ist mit einer Entfernung von etwa 15 Kilometer von der Stadt Baku aus gut sichtbar. Die nur 900 Meter breite Insel hat eine Länge von etwa 3,1 km und eine Gesamtfläche von rund 1,4 km². Die Insel besitzt im Norden neben der Landungsbrücke eine kleine Bucht und fällt im Norden und Osten in steilen Klippen etwa 50 m zum See hin ab. Die Süd- und Westseite sind flach.
Geologen gehen davon aus, dass die Insel vor einigen Tausend Jahren, wohl zur letzten Kaltzeit noch mit dem Festland verbunden war. Erosion und ein Anstieg des Seespiegels führten wohl zur Abtrennung vom Festland.
Im Jahr 2009 wurde der Plan vorgestellt, die Insel in ein klimaneutrales Hotelresort und Erholungszentrum namens Zira Island zu verwandeln, dessen Profil im Entwurf die sieben bekanntesten Berggipfel Aserbaidschans aufgreift. In diesem Zusammenhang sollte eine Wasseraufbereitungsanlage errichtet werden, die die Insel mit Brauchwasser versorgen sollte. Verwirklicht wurde das Projekt bisher nicht.

## Geschichte

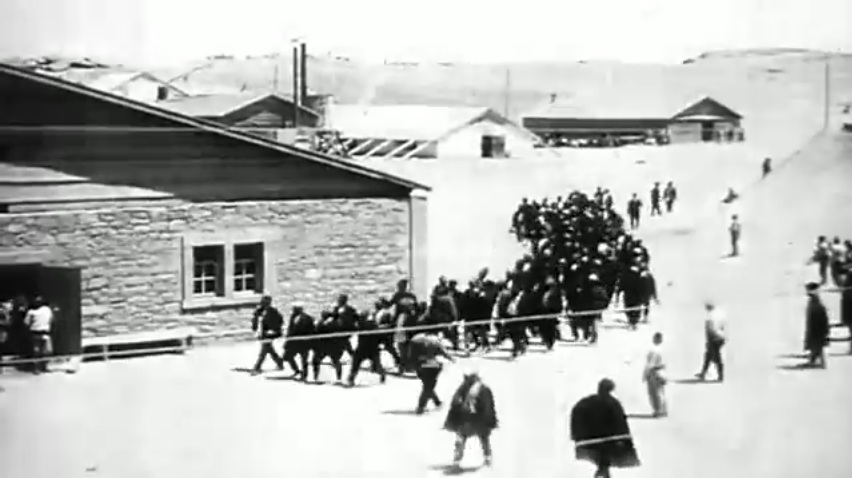
Das Kriegsgefangenenlager im Jahr 1915

Im Jahr 1884 wurde ein Leuchtturm in Betrieb genommen, der heute noch steht, allerdings nicht mehr genutzt wird.
1915 wurde auf Nargin ein Gefangenenlager eingerichtet, wobei hier hauptsächlich Soldaten und Offiziere der osmanischen und österreichisch-ungarischen Armee interniert wurden, wobei Letztere in deutlich geringeren Zahlen.
Die Unterbringung der Kriegsgefangenen war mangelhaft und man geht heute davon aus, dass etwa 10.000 Soldaten an Hunger und Krankheit starben. Zudem wurden dort auch persische, russische und osmanische Staatsangehörige festgehalten. Zwischen 1915 und 1916 sollen etwa 20.000 Gefangene das Lager durchlaufen haben, während die Zahl zwischen 1917 und 1918 auf rund 25.000 anstieg. Nach dem Ersten Weltkrieg wurde das Lager von den Bolschewiki als Gefangenenlager weitergeführt und die Kapazitäten erweitert. Auch in dieser Zeit kamen eine Vielzahl von Menschen in den Lagern ums Leben, darunter der aserbaidschanische Staatsmann Xudadat bəy Rəfibəyov im Jahr 1920. In der Zeit des Stalinterrors wurde eine hohe Zahl an Menschen auf der Nargin interniert, von denen ebenfalls viele ums Leben kamen. Das Lager erhielt die Bezeichnung „Aserbaidschanischer Gulag“. Auch im Zweiten Weltkrieg sollen auf der Insel Kriegsgefangene interniert gewesen sein.
In der Nachkriegszeit war die Insel für die sowjetische Luftverteidigung von besonderer strategischer Bedeutung für die Flugabwehr und Luftraumüberwachung. So waren neben Radar-Anlagen auch Boden-Luft-Raketen des Typs S-125 Newa stationiert. Nach dem Zerfall der UdSSR und der Unabhängigkeit Aserbaidschans verlor die Insel zunehmend an Bedeutung. Die Militäranlagen wurde aufgegeben und die Insel ist heute unbewohnt.